# Budenheim
Budenheim é um município da Alemanha localizado no distrito de Mainz-Bingen, estado da Renânia-Palatinado.